# Dreifaltigkeitskirche zu Troize-Lykowo

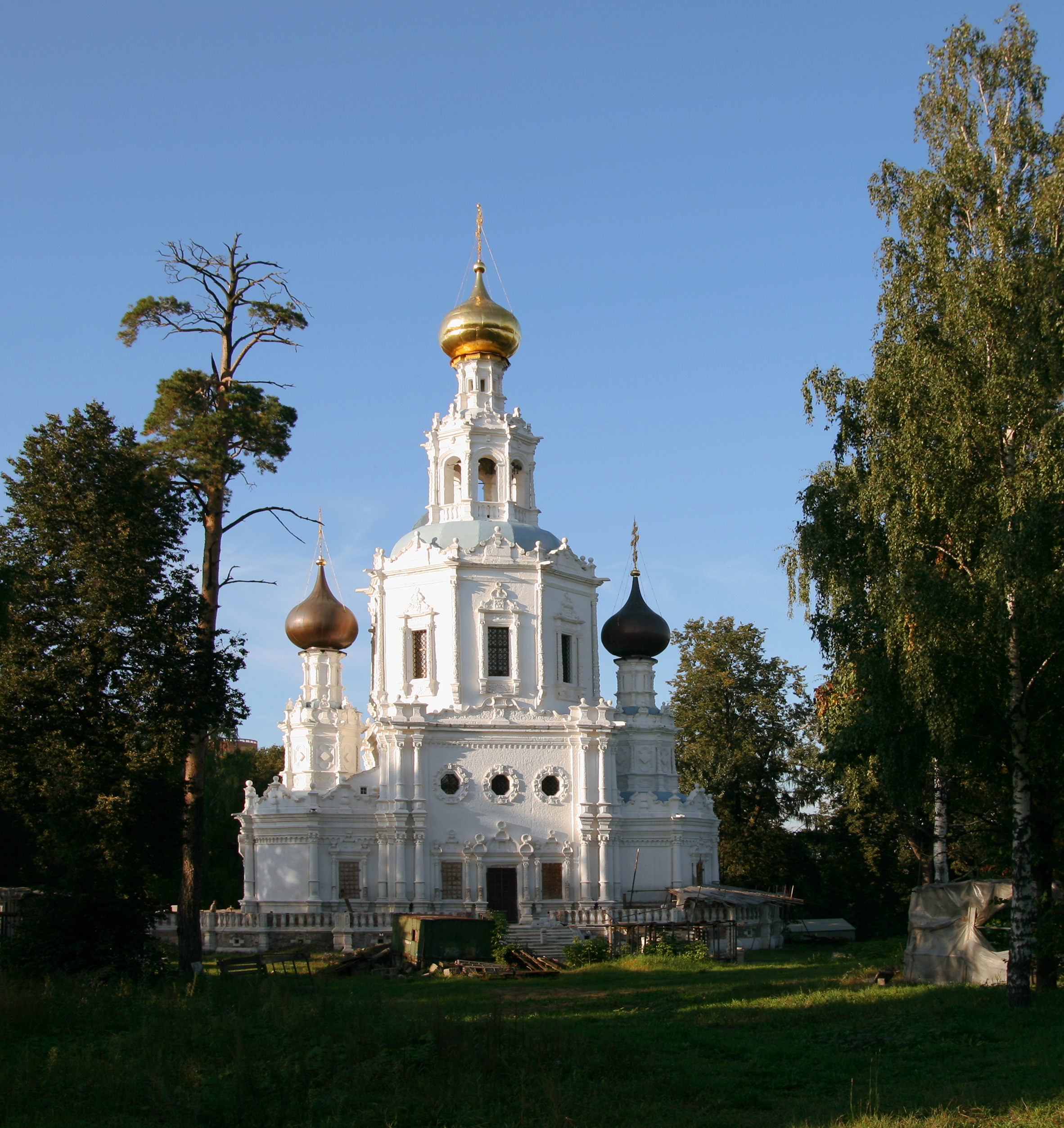
Dreifaltigkeitskirche zu Troize-Lykowo, 2009

Die Dreifaltigkeitskirche zu Troize-Lykowo (russisch Троицкая церковь в Троице-Лыкове) ist eine im nordwestlichen Verwaltungsbezirk Moskaus, Odintssowsskaja-Straße 24, gelegene russisch-orthodoxe Kirche aus dem 17. Jahrhundert im historischen Ort Troize-Lykowo.

## Geschichte
Das alte Dorf Troizkoje im Nordwesten von Moskau war bereits im 16. Jahrhundert bekannt und hatte eine hölzerne Dreifaltigkeitskirche, die Namensgeber für das Dorf („Troiza“ bedeutet Dreifaltigkeit) war. Der zweite Teil des Ortsnamens, „Lykowo“, ist der Familienname des Bojaren Boris Michaylowitsch Lykow-Obolenski, dem dieses Dorf von Wassili Schuisski als Geschenk übereignet wurde. Er hatte keine Erben und nach seinem Tod wurde der Ort der Adelsfamilie Naryschkin übergeben. Eine steinerne Dreifaltigkeitskirche wurde in den Jahren von 1698 bis 1703 im Auftrag des Bojaren Martemjan Kirillowitsch Naryschkin, einem Onkel von Peter dem Großen und Besitzer von Troize-Lykowo, errichtet. 1708 wurde die Kirche geweiht. Die Holzkirche fiel 1937 einem Brand zum Opfer.
Während der französischen Invasion 1812 wurde die Dreifaltigkeitskirche ausgeraubt. Die Kirche wurde unter der Sowjetherrschaft für Gottesdienste geschlossen. 1935 wurde die Kirche vom Völkerbund in die Liste der hervorragenden Denkmäler aufgenommen. In den 1970er-Jahren begann eine Restaurierung unter der Leitung von I.W. Iljenko, die aber wegen Finanzierungsproblemen abgebrochen werden musste. 1989 wurde die Dreifaltigkeitskirche an die Russisch-Orthodoxe Kirche zurückgegeben. Mittlerweile ist das Gotteshaus vollständig restauriert.

## Beschreibung
Die Dreifaltigkeitskirche zu Troize-Lykowo ist ein Denkmal im Baustil des Naryschkin-Barock. Dieser gehört zum architektonischen Typ „Chram, ische pod Kolokoly“ (Храм, иже под колоколы, Unterglockenkirche) und vereinigt die Funktionen von Kirche und Glockenturm. Der Architekt der Kirche war vermutlich Jakow Grigorjewitsch Buchwostow, ein Architekt des Naryschkin-Barock. Die Kirche ist dreiköpfig. Das zentrale Gebäude ist vierstufig, es hat einen kubischen Hauptbaukörper als erste Stufe und drei oktaederförmige Stufen. Die Wandflächen weisen eine reiche Ornamentierung auf. Die neunstufige Ikonostase hat eine Höhe von 20 Metern und wurde restauriert.